# Shōgakukan
Shōgakukan (株式会社小学館, Kabushiki gaisha Shōgakukan, litt. « maison de l'école primaire ») est une maison d'édition généraliste japonaise connue à l'étranger pour la publication de mangas, magazines et de dictionnaires linguistiques.
Shōgakukan a créé la maison d'édition Shūeisha en 1925, qui a elle-même créé ensuite Hakusensha en 1973. Ces entreprises, désormais indépendantes, forment aujourd'hui, avec une dizaine d'autres maisons d'édition, le keiretsu Hitotsubashi, l'un des plus grands acteurs du marché de l'édition au Japon.
Aux États-Unis, Shōgakukan possède, conjointement avec Shūeisha, l'éditeur Viz Media, qui publie les mangas de ces deux entreprises sur le territoire américain. La version française des mangas de Shōgakukan et Shūeisha sont édités par plusieurs éditeurs comme Pika Édition, Kana ou Kazé. Shōgakukan, Shūeisha et ShoPro, membres du consortium Hitotsubashi, possèdent conjointement le groupe VIZ Media Europe à partir de 2009, propriétaires des labels Kazé, KZPlay, KZTV, jusqu'à ce que le groupe Crunchyroll devienne actionnaire majoritaire en 2019.
Le prix Shōgakukan est un prix décerné par l'édition pour le meilleur manga chaque année depuis 1955.  

## Magazines édités
- Ciao
- Shōnen Sunday
- Betsucomi
- Big Comic Original
- Big Comic Spirits
- Monthly Big Comic Spirits
- Cheese!
- CoroCoro Comic
- Petit Comic (romance érotique)
- Shōjo Comic
- Sunday GX
- Weekly Young Sunday
- Monthly Shōnen Sunday

## Auteurs édités
- Moto Hagio
- Sanpei Shirato
- Yū Yabūchi (ja)